# Surf's Up (album)
Surf's Up, album som gavs ut 30 augusti 1971 av The Beach Boys. Albumet var gruppens tjugonde LP och albumet är producerat av The Beach Boys gemensamt.
Titellåten "Surfs Up" är en kombination av två låtar, "Surfs Up" och "Child is Father of the Man", från det outgivna albumet SMiLE.
Albumet nådde Billboard-listans 29:e plats.

## Låtlista
På englandslistan nådde albumet 15:e plats.
Singelplacering i Billboard inom parentes. Placering i England=UK 
1. Don't Go Near The Water (Al Jardine/Mike Love)
2. Long Promised Road (Carl Wilson/Jack Rieley)
3. Take A Load Off Your Feet (Brian Wilson/Al Jardine/G. Winfrey)
4. Disney Girls (1957) (Bruce Johnston)
5. Student Demonstration Time (Jerry Leiber/Mike Stoller/Mike Love)
6. Feel Flows (Carl Wilson/Jack Rieley)
7. Lokin' At Tomorrow (A Welfare Song) (Al Jardine/Jack Rieley)
8. A Day In A Life Of A Tree (Brian Wilson/Jack Rieley)
9. 'Til I Die (Brian Wilson)
10. Surf's Up (Brian Wilson/Van Dyke Parks)